# 魁倫
魁倫（穆麟德轉寫：kuilun；1752年—1800年），完顏氏，滿洲正黃旗人，副將軍查弼納孫。襲世管佐領，兼輕車都尉，授四川漳臘營參將，累擢建昌鎮總兵。乾隆五十三年，擢福州將軍。福建大獄案舉發閩浙總督伍拉納瀆職貪污，代署總督，任內嚴捕海盜，捉拿多名海盜頭目。
嘉慶元年，實授閩浙總督。四年，起署吏部尚書。自請赴四川剿匪，專任四川軍事。五年春，因失機縱賊，褫職逮京賜死，子扎拉芬遣戍伊犂。

## 延伸阅读
[在维基数据编辑]
 《清史稿·卷355》，出自趙爾巽《清史稿》